# Abed〜二十歳の恋
『Abed〜二十歳の恋』（アベッド はたちのこい）は、2010年製作の劇場用短編映画集で、全5話からなる。「二十歳の恋」もしくは、「二十歳のころの恋」をテーマにし、冒頭のシーンがベッドから始まる。

## 概要
チーム・カーナー・ジャパン・ファンデーション社の人材育成部門を担うシネマコードが、学校法人文化学院と、渋谷のアート系ミニシアターのユーロスペースの協力を受けて、映像作家・俳優の育成を目的として企画、制作される。
出演は、真野恵里菜が発達障害の兄と母の死と向き合う難役に挑んだのを始め、木ノ本嶺浩、高梨臨、鈴木雄貴、永田彬、落合扶樹など、若手俳優が参加。また、GOING UNDER GROUNDのボーカルの松本素生が本作で映画初出演を果たしている。
監督は墔郷通範や木村有理子ら、楽曲は河野丈洋（GOING UNDER GROUND）・宝美などのアーティストが提供。主題歌はCocco。2011年4月16日より、渋谷ユーロスペースでの公開が予定されていたが、震災の影響で公開が延期された。

## 札幌国際短編映画祭
第5回札幌国際短編映画祭（5周年記念）でのワールドプレミア上映が決まり、10月6日の映画祭初日に、メイン会場・ホワイトロック(札幌市中央区大通公園2丁目・500名収容)にて上映。その後、サブ会場のEDiTにて、出演者とスタッフによる講演が行なわれる。札幌国際短編映画祭が特別招待作品を設定したのは、Abedが初めてである。

## キャスト

### 第1話「なつめ」
- 永田彬 (RUN&GUN) - 東来
- Erina - 棗（なつめ）
- 田島令子 - 東来の母
- 田村愛

### 第2話「陽子」
- 竹厚綾 - 陽子
- 鈴木雄貴 - 充
- 松本素生 - 見知らぬ男

### 第3話「アケミ」
- 木ノ本嶺浩 - ヨウゾウ
- 落合扶樹 - アタル
- 宮崎美穂 - アケミ
- 高梨臨 - 未來

### 第4話「貴子」
- 真野恵里菜 - 南貴子
- 熊井幸平 - 足立和哉
- 小谷建仁 - 雅弘

### 第5話「未來」
- 高梨臨 - 未來
- 松本素生（GOING UNDER GROUND） - 八田

## スタッフ
- 企画：カーナージャパン・オルトシネマ
- 企画協力 ：文化学院 ユーロスペース
- 製作：Abed film partners
- 原案・脚本・プロデューサー：才士 真司
- 共同プロデューサー：田中 伸一
  - 「ナツメ」 - 監督：木村有理子
  - 「陽子」 - 監督：成冨佳代
  - 「朱美」 - 監督：才士真司
  - 「貴子」 - 監督：墔郷通範
  - 「未來」 - 監督：三宅伸行
- 宣伝：カーナージャパン・オルトシネマ ふーてんき
- 配給：ピース・インターナショナル

## エンディング曲
- 「ナツメ」 - 「風景」 宝美（bomi）
- 「陽子」 - 「NavyStar」 LAZYgunsBRISKY
- 「朱美」 - 「sista」 brad show
- 「貴子」 - 「点線」 河野丈洋（GOING UNDER GROUND）

## 主題歌
- 「クロッカス」 Cocco